# Francisco Sá
Francisco Pedro Manuel Sá (Las Lomitas, Formosa, 25 de octubre de 1945), más conocido por su apodo «Pancho» Sá, es un exfutbolista argentino que jugaba como defensor central. Jugó la mayor parte de su carrera en Independiente, desde 1971 hasta 1975, y en Boca Juniors, desde 1976 hasta 1981. Su último equipo fue Gimnasia y Esgrima de Jujuy. 
Poseedor de una carrera marcada por los éxitos, tanto a nivel nacional como internacional, destacó principalmente en Independiente y en Boca Juniors, clubes con los cuales conquistó 8  y 6 títulos respectivamente.
Se caracterizaba por ser sobrio en la marca, elástico para cerrar, firme con el cabezazo, tanto en defensa como en ataque y muy correcto a la hora de realizar quites de balón.
Ostenta el récord de ser el futbolista que más Copas Libertadores ha ganado en la historia del certamen, al haberse consagrado un total de 6 veces. Además, conquistó la Copa Intercontinental en 2 ocasiones, la primera con Independiente y la segunda con Boca Juniors.

## Biografía
Surgido de las divisiones inferiores de Central Goya, debutó en Primera División en ese club a los 15 años. 
En 1965 lo adquirió Huracán de Corrientes. Luego se fue a River Plate en 1969 hasta 1970. 
Para el año 1971 pasó a Independiente y es en este club en donde se destacaría como jugador profesional. Con el Rojo ganó el Torneo Metropolitano en 1971, la Copa Libertadores en 1972, 1973, 1974 y 1975, la Copa Interamericana de 1973 y 1974, y la Copa Intercontinental en 1973. Se quedó en el club hasta 1975.
Posteriormente fue fichado por Boca Juniors en 1976. Con este club ganó los torneos Metropolitano y Nacional de 1976, Metropolitano de 1981, la Copa Libertadores en 1977 y 1978 y la Copa Intercontinental en 1977. Estuvo en el club xeneize hasta 1981 jugando así un total de 194 partidos. 
Luego pasó a Gimnasia y Esgrima de Jujuy en 1982, club con el que se retiró ese mismo año.
Integró la selección Argentina que logró la clasificación para el Mundial de Alemania 1974, torneo en el que también participó.
Ostenta el récord de ser el futbolista que más veces conquistó la Copa Libertadores, que obtuvo en seis oportunidades (1972, 1973, 1974 y 1975 con Independiente, y 1977 y 1978 con Boca Juniors). Pancho Sá es también cantante. Son célebres las fotos de las concentraciones, tanto de Independiente como de Boca Juniors, en donde se lo ve con su guitarra. En Independiente solía hacer una dupla con "El Zurdo" Miguel Ángel López, quien era muy hábil en el manejo del bandoneón. Casi todo su repertorio siempre fue folclórico, e incluso llegó a grabar dos discos: uno para la compañía EMI-Odeón, en el que interpreta una canción del célebre periodista y poeta Osvaldo Ardizzone, y otro para la compañía Polygram-Philips producido por el compositor Rodolfo Garavagno, en donde grabó "Somos campeones otra vez", en alusión al campeonato conquistado por Boca Juniors en 1976, obteniendo un llamativo éxito de ventas.
Actualmente se desempeña como entrenador en las divisiones inferiores de Independiente.

## Clubes

### Como futbolista
| Club                        | País      | Año       |
| --------------------------- | --------- | --------- |
| Huracán de Corrientes       | Argentina | 1965–1968 |
| River Plate                 | Argentina | 1969-1970 |
| Independiente               | Argentina | 1971-1975 |
| Boca Juniors                | Argentina | 1976-1981 |
| Gimnasia y Esgrima de Jujuy | Argentina | 1982      |

### Como entrenador
| Club                   | País      | Año       |
| ---------------------- | --------- | --------- |
| Boca Unidos            | Argentina | 1983–1984 |
| Guaraní Antonio Franco | Argentina | 1985-1986 |
| Guaraní Antonio Franco | Argentina | 1988      |
| Los Andes              | Argentina | 1989      |
| Almirante Brown        | Argentina | 1990      |
| All Boys               | Argentina | 1991-1992 |
| Independiente          | Argentina | 1993      |
| Argentinos Juniors     | Argentina | 1995      |
| Olimpia                | Honduras  | 1995      |
| Boca Juniors           | Argentina | 1996      |
| Oriente Petrolero      | Bolivia   | 1997      |
| Olimpia                | Honduras  | 1998-1999 |
| Huracán de Corrientes  | Argentina | 2000      |
| Independiente          | Argentina | 2010      |

## Estadísticas
Datos actualizados al fin de la carrera deportiva.
| Huracán de Corrientes Argentina |               |               |     |    |    |     |     |    |
| 1.ª | P-1968        | 12            | 2   | -  | -  | 12  | 2   |    |
| Total club | Total club    | 12            | 2   | 0  | 0  | 12  | 2   |    |
| River Plate Argentina |               |               |     |    |    |     |     |    |
| 1.ª | M-1969        | 1             | 0   | -  | -  | 1   | 0   |    |
| 1.ª | M-1970        | 1             | 0   | -  | -  | 1   | 0   |    |
| Total club | Total club    | 2             | 0   | 0  | 0  | 2   | 0   |    |
| Independiente Argentina |               |               |     |    |    |     |     |    |
| 1.ª | M-1971        | 33            | 1   | -  | -  | 33  | 1   |    |
| 1.ª | N-1971        | 12            | 1   | -  | -  | 12  | 1   |    |
| 1.ª | M-1972        | 26            | 0   | 11 | 1  | 37  | 1   |    |
| 1.ª | N-1972        | 12            | 0   | 2  | 1  | 14  | 1   |    |
| 1.ª | M-1973        | 17            | 1   | 9  | 0  | 26  | 1   |    |
| 1.ª | N-1973        | 12            | 1   | 1  | 0  | 13  | 1   |    |
| 1.ª | M-1974        | 12            | 0   | -  | -  | 12  | 0   |    |
| 1.ª | N-1974        | 21            | 1   | 9  | 0  | 30  | 1   |    |
| 1.ª | M-1975        | 20            | 0   | 8  | 0  | 28  | 0   |    |
| 1.ª | N-1975        | 16            | 1   | -  | -  | 16  | 1   |    |
| Total club | Total club    | 181           | 6   | 40 | 2  | 221 | 8   |    |
| Boca Juniors Argentina |               |               |     |    |    |     |     |    |
| 1.ª | M-1976        | 15            | 0   | -  | -  | 15  | 0   |    |
| 1.ª | N-1976        | 19            | 0   | -  | -  | 19  | 0   |    |
| 1.ª | M-1977        | 20            | 0   | 11 | 1  | 31  | 1   |    |
| 1.ª | N-1977        | 10            | 0   | -  | -  | 10  | 0   |    |
| 1.ª | M-1978        | 22            | 0   | 8  | 0  | 30  | 0   |    |
| 1.ª | N-1978        | 5             | 0   | 2  | 0  | 7   | 0   |    |
| 1.ª | M-1979        | 9             | 0   | 6  | 0  | 15  | 0   |    |
| 1.ª | N-1979        | 14            | 0   | -  | -  | 14  | 0   |    |
| 1.ª | M-1980        | 33            | 0   | -  | -  | 33  | 0   |    |
| 1.ª | N-1980        | 14            | 1   | -  | -  | 14  | 1   |    |
| 1.ª | M-1981        | 2             | 0   | -  | -  | 2   | 0   |    |
| 1.ª | N-1981        | 4             | 0   | -  | -  | 4   | 0   |    |
| Total club | Total club    | 167           | 1   | 27 | 1  | 194 | 2   |    |
| Gimnasia y Esgrima de Jujuy Argentina |               |               |     |    |    |     |     |    |
| 1.ª | N-1981        | 1             | 0   | -  | -  | 1   | 0   |    |
| Total club | Total club    | 1             | 0   | 0  | 0  | 1   | 0   |    |
| Total carrera | Total carrera | Total carrera | 363 | 9  | 67 | 3   | 430 | 12 |
| (1) Incluye datos de la Copa Libertadores (1972, 1973, 1974, 1975, 1977, 1978, 1979); Copa Intercontinental (1972, 1973, 1974, 1977); Copa Interamericana (1972, 1974, 1977). (2) No se consideran goles en encuentros amistosos. |               |               |     |    |    |     |     |    |

## Palmarés

### Campeonatos nacionales
| Título           | Club          | País      | Año    |
| ---------------- | ------------- | --------- | ------ |
| Primera División | Independiente | Argentina | M-1971 |
| Primera División | Boca Juniors  | Argentina | M-1976 |
| Primera División | Boca Juniors  | Argentina | N-1976 |
| Primera División | Boca Juniors  | Argentina | M-1981 |

### Campeonatos internacionales
| Título                | Club          | Sede                | Año  |
| --------------------- | ------------- | ------------------- | ---- |
| Copa Libertadores     | Independiente | Avellaneda          | 1972 |
| Copa Libertadores     | Independiente | Montevideo          | 1973 |
| Copa Interamericana   | Independiente | Tegucigalpa         | 1973 |
| Copa Intercontinental | Independiente | Roma                | 1973 |
| Copa Libertadores     | Independiente | Santiago            | 1974 |
| Copa Interamericana   | Independiente | Ciudad de Guatemala | 1974 |
| Copa Libertadores     | Independiente | Asunción            | 1975 |
| Copa Libertadores     | Boca Juniors  | Montevideo          | 1977 |
| Copa Intercontinental | Boca Juniors  | Karlsruhe           | 1977 |
| Copa Libertadores     | Boca Juniors  | Buenos Aires        | 1978 |